# Ryfylke

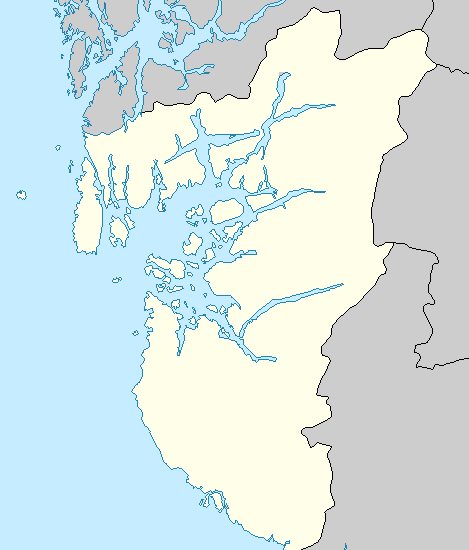

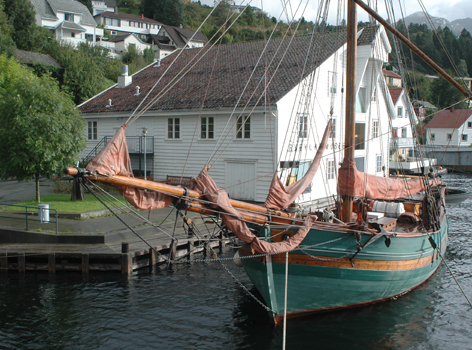
Le Brødrene af Sand devant le musée régional de Ryfylke.

Ryfylke est un Landskap norvégien situé dans le nord du comté de Rogaland.  

## Communes duLandskap
Le Ryfylke est composé de huit communes.
| Nr.  | Blason                   | Nom        | Population | Norme   |
| ---- | ------------------------ | ---------- | ---------- | ------- |
| 1129 |                          | Forsand    | 1 190      | Nynorsk |
| 1130 | Strands kommunevåpen     | Strand     | 11 533     | Neutre  |
| 1133 | Hjelmelands kommunevåpen | Hjelmeland | 2 807      | Nynorsk |
| 1134 | Suldals kommunevåpen     | Suldal     | 3 845      | Nynorsk |
| 1135 | Saudas kommunevåpen      | Sauda      | 4 754      | Nynorsk |
| 1141 | Finnøys kommunevåpen     | Finnøy     | 2 955      | Nynorsk |
| 1142 | Rennesøys kommunevåpen   | Rennesøy   | 4 388      | Nynorsk |
| 1144 | Kvitsøys kommunevåpen    | Kvitsøy    | 519        | Neutre  |